# Colby Wooden
Colby Wooden (New Orleans, 21 dicembre 2000) è un giocatore di football americano statunitense che milita nel ruolo di defensive end per i Green Bay Packers della National Football League (NFL).

## Carriera

### Green Bay Packers
Al college Wooden giocò a football a Auburn. Fu scelto nel corso del quarto giro (116ª scelta assoluta) del Draft NFL 2023 dai Green Bay Packers. Debuttò come professionista subentrando nella gara del primo turno contro i Chicago Bears mettendo a segno un tackle. La sua prima stagione si chiuse con 17 placcaggi e 0,5 sack disputando tutte le 17 partite, nessuna delle quali come titolare.